# Leucophenga mutabilis
Leucophenga mutabilis är en tvåvingeart som först beskrevs av Adams 1905.  Leucophenga mutabilis ingår i släktet Leucophenga och familjen daggflugor. Inga underarter finns listade i Catalogue of Life.